# Andreja Damjanov
Andreja Damjanov ou Andrey Damyanov (en bulgare Андрей Дамянов, en macédonien Андреја Дамјанов), né en 1813 à Papradichté, village situé dans le centre de l'actuelle Macédoine du Nord, et mort en 1878 à Vélès, une ville voisine, est un architecte bulgare et l'un des architectes les plus importants des Balkans au XIXe siècle,. Son œuvre regroupe plus de quarante édifices, la plupart sont des églises.

## Biographie
Andreja Damjanov fait partie d'une grande famille d'architectes, de peintres d'icônes et de sculpteurs d'iconostases. Cette famille, le clan des Renzovski-Zografski-Dospevski, est originaire de Tresontché, un village des environs de Debar, ville située à l'ouest de la Macédoine du Nord, sur la frontière albanaise. Cette région montagnarde très pauvre était très connue à l'époque ottomane pour ses artisans, et ceux-ci étaient souvent employés à travers toute la péninsule balkanique. La famille Damjanov était établie à Papradichté, où est né Andreja, depuis le XVIIIe siècle. 
Damjanov apprend son métier sur les chantiers familiaux, puis il est envoyé par ses frères sur le chantier de l'église de la Nativité de la Vierge de Skopje en 1835, alors qu'il n'a que 22 ans. Là-bas, il doit remplacer son père, mort avant la fin de la construction. Par la suite, il travaille jusqu'à sa mort, essentiellement dans les vallées du Vardar et de la Morava, soit dans les actuelles Serbie et Macédoine du Nord, mais effectue aussi des commandes en Bosnie-Herzégovine. Son architecture est caractérisée par de grands volumes, ses églises étant généralement de vastes basiliques. Il réemploie plusieurs styles, n'hésitant pas à les combiner. Ainsi, ses églises mélangent souvent les canons de l'école de la Morava, qui date du Moyen Âge serbe, et des éléments baroques occidentaux.

## Réalisations notables

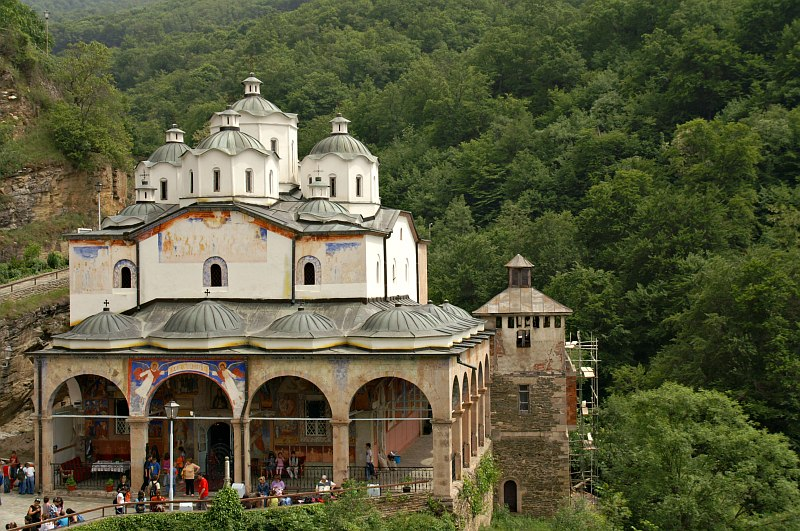
Grande église du monastère d'Osogovo

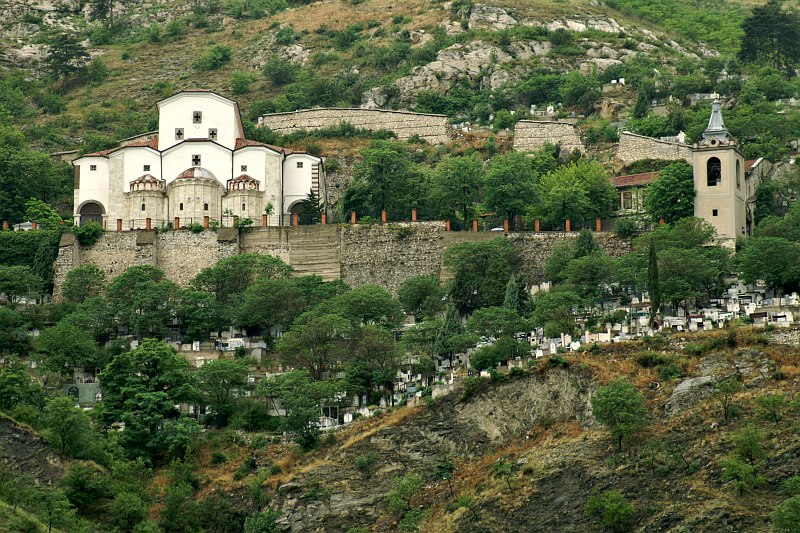
Cathédrale de Vélès

### En Macédoine du Nord
- Église de la Nativité de la Vierge de Skopje, 1835.
- Église Saint-Jean-Baptiste de Kratovo, 1836.
- Cathédrale de Vélès, 1840.
- Grande église du monastère d'Osogovo, 1847-1851.
- Église de l'Assomption de Novo Selo, 1850.
- Église Saint-Nicolas de Koumanovo, 1851.

### En Serbie
- Église de la Nativité-du-Christ de Pirot, 1834[5].
- Église des Saints-Apôtres de Turekovac, 1845.
- Église Saint-Georges à Smederevo, 1855.
- Cathédrale de la Sainte-Trinité de Niš, 1857-1863[6].

### En Bosnie-Herzégovine
- Cathédrale de la Sainte-Mère-de-Dieu à Sarajevo, 1863-1868.
- Église de la Sainte-Trinité à Mostar, 1873 (détruite pendant la guerre de Bosnie).